# La Unión (Lempira)
La Unión é uma cidade hondurenha do departamento de Lempira.